# Schwere Panzer-Abteilung 503
De Schwere Panzer-Abteilung 503 / Schwere Panzer-Abteilung Feldherrnhalle was een zelfstandig opererend Duits tankbataljon in de Tweede Wereldoorlog. Het bataljon was initieel uitgerust met zware tanks van het type Tiger I ofwel Panzerkampfwagen VI Ausf. E plus tanks van het type PzKpfw. III. De eenheid was actief in de oorlog tegen de Sovjet-Unie aan het zuidelijk deel van het Oostfront van december 1942 tot mei 1944. Teruggehaald naar Duitsland, werd de eenheid uitgerust met een mix van Tiger I en Tiger II. De eenheid verloor bijna al zijn tanks in Normandië en op de terugtocht naar de Seine. Opnieuw herbouwd, werd de Abteilung naar Hongarije gestuurd en eindigde de oorlog in Tsjechië.

## Formatie

### Schwere Panzer-Abteilung 503
De Schwere Panzer-Abteilung 503 werd op 4 mei 1942 opgericht in Neuruppin in Wehrkreis III. In eerste instantie bestond de eenheid uit slechts twee compagnieën en het personeel kwam voornamelijk van Panzerregiment 5 en 6. In augustus 1942 verplaatste de Abteilung zich naar Oefenterrein Döllersheim. In december kreeg de eenheid zijn voertuigen, te weten 20 Tiger I en 32 PzKpfw III Ausf. N.
Vanaf 21 december 1942 ging de Abteilung op transport, naar Heeresgruppe Don. Vanaf 1 januari 1943 beveiligde de eenheid de bruggen over de Manich en hielp daarmee de zich uit de Kaukasus terugtrekkende Duitse eenheden. De eenheid bleef in dit gebied gedurende drie weken in actie en trok zich toen terug over de Don. Op 6 februari werd 2./502 opgenomen en omgedoopt in 3./503. Daarmee had de eenheid voor het eerst de gewenste drie compagnieën. Er volgde een vechtende terugtocht naar de rivier de Mioes, die medio februari 1943 bereikt werd. Tegen 22 februari flauwden de gevechten af en de volgende zes weken bracht de Abteilung door bij Pokrovskoje (noordelijk van Taganrog).

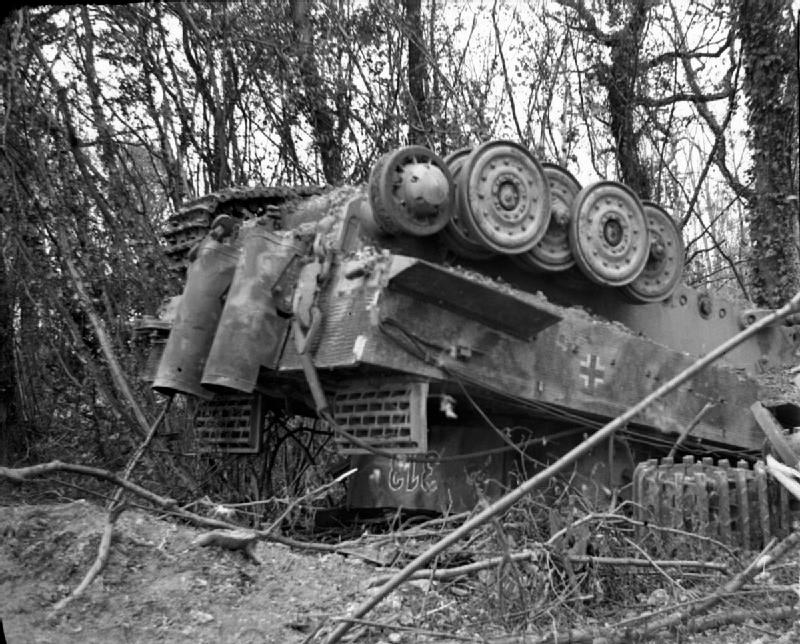
Tiger I omver geworpen door het bombardement van Operatie Goodwood

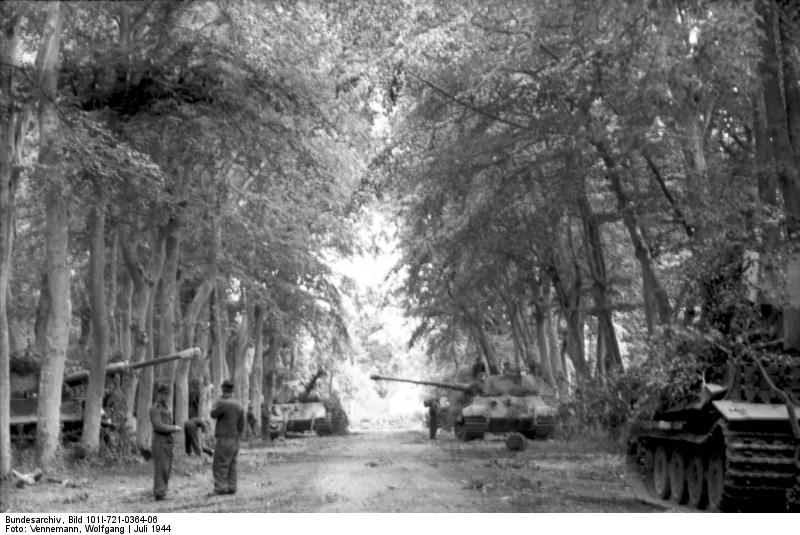
Tigers II van de Abteilung in een bos bij Canteloup

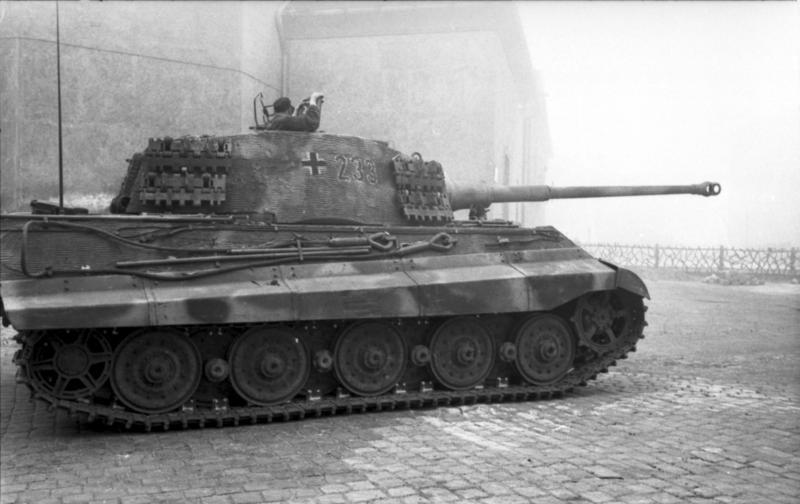
Tiger II van de Abteilung in Boedpest

Op 11 april volgde een treintransport naar Bogodukhov en een maand later naar Charkov. Vanaf 5 juli 1943 nam de eenheid deel aan Operatie Citadel. Tegen de wens van de commandant, werd elk van de compagnieën aanvankelijk verdeeld over een van de drie pantserdivisies van het 3e Pantserkorps. Nadat dit Duitse offensief tot stilstand was gekomen, moest de eenheid zich aansluiten aan de Duitse terugtocht naar de Dnjepr. Tijdens Citadel had de Abteilungs slecht drie Tigers verloren door totaal-uitval en nog eens vijf tijdens de terugtocht. Tussen 19 en 25 september 1943 stak de Abteilung de Dnjepr over. Op de laatste dag van die maand beschikte de eenheid over 39 Tigers, die alle in reparatie zijn. Vanaf oktober tot december kwam de Abteilung regelmatig in actie, o.a. bij de verdediging van Kirovograd. Op 3 januari 1944 arriveerden er 45 nieuwe Tigers, waarmee de Abteilung beschikte over 69 stuks! Vanaf 23 januari maakte de eenheid deel uit van het Schweres Panzer-Regiment Bäke. Hiermee werden tegenaanvallen uitgevoerd, verdedigende gevechten, maar ook de succesvolle ontzettingspoging voor de pocket van Korsoen-Tsjerkasy in februari.  In maart 1944 nam de Abteilung deel aan de gevechten rond Tarnopol en raakte daarna in de Kamenets–Podolsky pocket. Samen met de rest van het 1e Pantserleger kon de Abteilung ontsnappen, maar verloor daarbij al zijn tanks (60 stuks, onder andere omdat een werkplaats ontruimd moest worden en 21 Tigers achterbleven). De resten arriveren op 22 apil in Lemberg.  Op 25 mei 1944 kreeg de eenheid opdracht zijn resterende Tigers af te geven aan de Schwere Panzer-Abteilung 509 en terug te keren naar Oefenterrein Ohrdruf voor herbouw.
Tussen 11 en 17 juni 1944 verkreeg de Abteilung weer 45 nieuwe Tigers. Twaalf daarvan waren de gloednieuwe Tiger II’s (met Porsche-toren) en de 1e compagnie die ze kreeg was de eerste eenheid die er mee werd uitgerust. Vanaf 26 juni volgde dan treintransport naar Frankrijk om de geallieerde invasie in Normandië het hoofd te bieden. De eenheid werd uitgeladen in Dreux en daarna over de weg naar het gebied oost van Caen. Op 7 juli kwam de eenheid onder bevel van de 16e Luftwaffen-Felddivisie en de volgende dag onder de 21e Pantserdivisie. In dit gebied werd de Abteilung op 18 juli vol getroffen door de Britse Operatie Goodwood en leed, mede door het zware bombardement, stevige verliezen. De 3e compagnie had na de eerste dag  slechts een Tiger operationeel. Totaal gingen die dag 13 Tigers verloren. Begin augustus braken de geallieerden uit hun bruggenhoofd uit. De Abteilung voerde op 11 augustus nog een laatste gevecht uit bij Saint-Pierre-sur-Dives en begon de volgende dag aan de terugtocht naar de Seine. Alle tanks van de 2e compagnie moesten opgeblazen worden bij Vimoutiers. Ook de 1e compagnie kwam zonder tanks over de Seine. De 3e compagnie was eind juli naar Mailly-le-Camp gestuurd om daar 14 nieuwe Tiger II’s op te halen. De meeste werden echter door geallieerde luchtaanvallen uitgeschakeld en slecht 2 stuks konden terug naar Duitsland gebracht worden.
Vanaf 11 september 1944 verzamelde de Abteilung zich in Paderborn en kreeg daar tussen 19 en 22 september weer 45 nieuwe Tiger II’s. Vanaf 12 oktober ging de Abteilung op transport, in eerste instantie naar het gebied rondom en later in Boedapest als onderdeel van Operatie Panzerfaust. Vlak daarna werd de Abteilung onder bevel geplaatst van de 24e Pantserdivisie om het front langs de Tisza te stabiliseren, o.a. met een aanval oostwaarts van Szolnok en het verdedigen van bruggenhoofden aan de Tisza. In november vormde de Abteilung de mobiele reserve voor het 6e Leger. Tegen 30 november was de Abteilung teruggedrongen tot Vác aan de Donau. Vanuit deze plaats ging de Abteilung op treintransport naar Hőgyész om de Sovjet opmars ten zuidwesten van Boedapest te stoppen. Op 7 december gingen 8 Tigers verloren doordat de werkplaats werd overlopen. Daarna volgde inzet rond Székesfehérvár. Op 22 december 1944 kwam de eenheid succesvol in actie bij een Sovjet doorbraak bij Úrhida, tussen het Balatonmeer en het Velencemeer. Vervolgens werden tot begin januari 1945 gevechten gevoerd ten noorden van Székesfehérvár.
Op 4 januari 1945 werd de Schwere Panzer-Abteilung 503 omgedoopt in Schwere Panzer-Abteilung Feldherrnhalle, nadat het bevel daarvoor vanuit het OKH al op 21 december 1944 gekomen was.

### Schwere Panzer-Abteilung Feldherrnhalle
De Abteilung nam deel aan een afleidingsaanval tijdens Operatie Konrad I en kwam in actie in Operatie Konrad II in de zuidelijke aanval tegen Zámoly van 9 tot 12 januari 1945. Ook in Operatie Konrad III had de Abteilung geen deel aan de hoofdaanval, maar was in actie met de 23e Pantserdivisie en de 4e Cavaleriebrigade noordelijk van Székesfehérvár. Na afloop van deze operaties werd de Abteilung op 11 februari 1945 op transport gezet naar  Csúz en nam van 17 tot 24 februari 1945 deel aan de succesvolle Operatie Südwind. Dit was de eerste inzet als onderdeel van het Pantserkorps Feldherrnhalle, waarvoor de Abteilung de organieke Schwere Panzer-Abteilung zou moeten vormen. Na deze episode volgde een maand van relatieve rust, oostelijk van Nitra. Op 25 maart 1945 startten de Sovjets hun Bratislava–Brno Offensief en de Abteilung voerde verdedigende gevechten tijdens de terugtocht in noordwestelijke richting, door Slovakije via Trnava. Tegen begin april werd de grens met Tsjechië bereikt bij Holíč. Daarna volgden verplaatsingen via Břeclav naar Zistersdorf in Oostenrijk, medio april 1945. Tegen eind april was de Abteilung weer terug in Tsjechië, rond Vlasatice. De terugtocht ging nu verder richting het westen en eindigde op 10 mei 1945 bij Budweis. De voertuigen, inclusief de laatste twee Tigers, werden hier vernietigd.

### Einde
De Schwere Panzer-Abteilung Feldherrnhalle werd ontbonden op 10 mei 1945 bij Budweis. De laatste mannen, zo’n 400-450 in aantal, probeerden naar het westen te ontkomen. Dat lukte zo’n 120 man. De rest werd gevangengenomen door Amerikaanse troepen en uitgeleverd aan de Sovjets.

## Data
De Schwere Panzer-Abteilung 508 vernietigde in totaal meer dan 1700 geallieerde tanks en meer dan 2000 kanonnen, terwijl de Abteilung zelfs 252 Tigertanks verloor. Van die 252 gingen 45% verloren in de strijd, 49% door zelfvernietiging en 6% door overige oorzaken. 

## Succesvolle tankcommandanten
- Kurt Knispel (zou meer dan 168 tanks vernietigd hebben (126 als schutter), het exacte aantal is onbekend, misschien wel de succesvolste tankcommandant/schutter uit de geschiedenis)
- Heinrich Rondorf (zou meer dan 106 tanks vernietigd hebben, het exacte aantal is onbekend)
- Heinz Gärtner (zou meer dan 103 tanks vernietigd hebben, het exacte aantal is onbekend)

## Commandanten
| Rang           | Naam                                 | Begin            | Eind             |
| -------------- | ------------------------------------ | ---------------- | ---------------- |
| Oberstleutnant | Post                                 | 4 mei 1942       | 25 januari 1943  |
| Oberstleutnant | Erich Hoheisel                       | 25 januari 1943  | 10 mei 1943      |
| Hauptmann      | Clemens-Heinrich Graf von Kageneck   | 10 mei 1943      | 30 januari 1944  |
| Hauptmann      | Walter Scherf                        | 4 februari 1944  | 20 februari 1944 |
| Hauptmann      | Rolf Fromme                          | 20 februari 1944 | 9 december 1944  |
| Hauptmann      | Wiegand                              | 9 december 1944  | 17 december 1944 |
| Hauptmann      | Dr. Ernst-Nordewin von Diest-Koerber | 17 december 1944 | 10 mei 1945      |

Hauptmann Scherf nam tijdelijk waar nadat Hauptmann von Kageneck gewond was uitgevallen en zijn opvolger Hauptmann Burmeister ook. Hauptmann Wiegand nam ook slechts tijdelijk waar.